# Koude rilling
Een koude rilling is het onwillekeurig en oncontroleerbaar snel afwisselend spannen en ontspannen van de lichaamsspieren waarbij veel energie wordt verbruikt. Iemand die een koude rilling heeft voelt zich plotseling koud en gaat rillen, een belangrijke manier van warmbloedigen om de lichaamstemperatuur te verhogen. Het is in de geneeskunde een belangrijk symptoom.
Iemand die een koude rilling krijgt als gevolg van een infectie zal een snel oplopende koorts vertonen en kan zich ook bij een lichaamstemperatuur van 40 graden Celsius nog steeds koud voelen.
'Rillen van de kou', om de lichaamswarmte te verhogen, is geen koude rilling.

## Oorzaken
- Plotseling vrijkomen van bacteriële toxinen in het lichaam of andere ernstige infecties.
- Vrijkomen van grote hoeveelheid hypofysehormoon, voornamelijk geslachtsgebonden.
- Snelle stijging van de lichaamstemperatuur.

## Behandeling
Vuistregel is de patiënt niet geforceerd op te warmen, hij krijgt het na enige tijd vanzelf warm en gaat zweten. Daarbij is het dan zaak de afkoeling niet met veel dekens te belemmeren.

## Voorkomen
Ziekten waarbij koude rillingen kunnen voorkomen zijn onder meer:
- Griep
- Hersenvliesontsteking
- longontsteking
- Malaria
- Nierbekkenontsteking
- Prostatitis
- Wondroos
- COVID-19